# Helling (Fluss)
Die Helling ist ein etwa zehn Kilometer langer, rechter Nebenfluss des Rodach-Zuflusses Kreck in Thüringen und Bayern. Sie durchfließt den südwestlichen Teil des Heldburger Landes und mündet in Bayern in die Kreck.

## Name
Bei dem Namen handelt es sich um eine Rückbildung aus dem Ortsnamen Hellingen (Helling(er Bach)).

## Geographie

### Verlauf
Die Quelle der Helling befindet sich westlich von Albingshausen dicht vor der bayerischen Grenze. Die Helling fließt in südöstlicher Richtung und erreicht bei Poppenhausen bayerisches Gebiet. Sie durchfließt das Naturschutzgebiet Althellinger Grund und bildet dabei auf etwa 1500 Metern Länge die Landesgrenze Bayern/Thüringen. Nördlich von Autenhausen mündet die Helling auf bayerischem Gebiet in die Kreck.

### Zuflüsse
- Selbach (links)
- Weidebach (rechts)
- Lauter (rechts) – im Lauf der Speicher Lauter
- Merlachbach (rechts)
- Laubach (rechts)

### Orte
Die Helling fließt durch folgende Orte:
- Albingshausen
- Rieth
- Hellingen
- Volkmannshausen
- Gleismuthhausen (nahebei)